# Birgit Meineke (Germanistin)
Birgit Meineke (* 1956 in Schötmar) ist eine deutsche Germanistin und Namenforscherin.

## Leben
Birgit Meineke wurde 1956 in Schötmar, heute ein Stadtteil von Bad Salzuflen, geboren. 1975 machte sie am Marianne-Weber-Gymnasium in Lemgo ihr Abitur. Von 1975 bis 1980 studierte sie an der Westfälischen Wilhelms-Universität in Münster die Fächer Germanistik, Evangelische Theologie und Geschichtswissenschaft. 1981 legte sie die erste Staatsprüfung für das Lehramt der Sekundarstufe I und II ab. 1982 wurde sie promoviert.
Zwischen 1981 und 2004 war Birgit Meineke Mitarbeiterin am Forschungsprojekt Althochdeutsches Wörterbuch der Akademie der Wissenschaften zu Göttingen. Von 2005 bis 2022 war sie wissenschaftliche Mitarbeiterin am Forschungsprojekt Ortsnamen zwischen Rhein und Elbe – Onomastik im europäischen Raum. (Westfälisches Ortsnamenbuch der Akademie der Wissenschaften zu Göttingen). Meineke gilt als Expertin auf dem Gebiet der wissenschaftlichen Namenforschung und hat mehrere Bücher über ihre Forschungen veröffentlicht.

## Werke (Auswahl)
- Die Ortsnamen des Kreises Lippe (= Westfälisches Ortsnamenbuch. Band 2). Verlag für Regionalgeschichte, Bielefeld 2010, ISBN 978-3-89534-842-6 (Online-PDF).
- Die Ortsnamen des Kreises Herford (= Westfälisches Ortsnamenbuch. Band 4). Verlag für Regionalgeschichte, Gütersloh 2011, ISBN 978-3-89534-924-9 (Online-PDF).
- Die Ortsnamen der Stadt Bielefeld (= Westfälisches Ortsnamenbuch. Band 5). Verlag für Regionalgeschichte, Bielefeld 2013, ISBN 978-3-89534-935-5 (Online-PDF).
- Flurnamen der Gemeinde Schlangen. Verlag für Regionalgeschichte, Bielefeld 2015, ISBN 978-3-89534-937-9.
- Die Ortsnamen des Kreises Minden-Lübbecke (= Westfälisches Ortsnamenbuch. Band 7). Verlag für Regionalgeschichte, Bielefeld 2016, ISBN 978-3-7395-1047-7 (Online-PDF).
- Die Ortsnamen des Kreises Paderborn (= Westfälisches Ortsnamenbuch. Band 11). Verlag für Regionalgeschichte, Gütersloh 2017, ISBN 978-3-7395-1071-2 (Online-PDF).
- Die Ortsnamen des Kreises Hamm und der Stadt Unna (= Westfälisches Ortsnamenbuch. Band 15). Verlag für Regionalgeschichte, Bielefeld 2021, ISBN 978-3-7395-1315-7.
- Die Ortsnamen des Kreises Recklinghausen, der Stadt Bottrop und der Stadt Gelsenkirchen (= Westfälisches Ortsnamenbuch. Band 18). Verlag für Regionalgeschichte, Bielefeld 2021, ISBN 978-3-7395-1328-7.
- Die Ortsnamen des Kreises Siegen-Wittgenstein (= Westfälisches Ortsnamenbuch. Band 20). Verlag für Regionalgeschichte, Bielefeld 2023, ISBN 978-3-7395-1501-4.